# Catostomus discobolus
Catostomus discobolus е вид лъчеперка от семейство Catostomidae. Видът не е застрашен от изчезване.

## Разпространение и местообитание
Разпространен е в САЩ.
Обитава крайбрежията и скалистите дъна на сладководни басейни, реки и потоци.

## Описание
На дължина достигат до 41 cm.
Популацията на вида е стабилна.